# Ana Cecilia Cantú
Ana Cecilia Cantú Félix (nacida el 14 de septiembre de 1985 en Monterrey, Nuevo León) es una patinadora artística sobre hielo mexicana.

## Vida personal
Cantú nació en septiembre de 1985 en Monterrey. Ella es nieta de Benjamín Félix el hermano más pequeño de María Félix, lo que hace a Ana Cecilia sobrina nieta de "La Doña." Tiene una hermana menor que también fue competidora internacional de patinaje artístico.
Actualmente Cantú Félix es coach Mundial y entrena a sus alumnas en Nuevo León; adicionalmente es locutora de radio y también trabaja como actriz de doblaje.

## Trayectoria

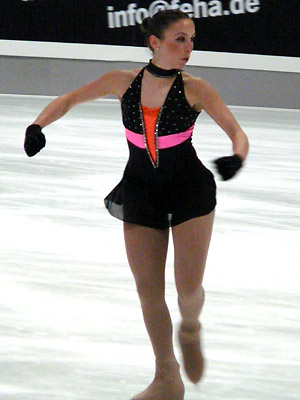
Cantú en el Trofeo Nebelhorn de 2007.

Ella ha sido ocho veces campeona nacional (2002–2003, 2006-2007, 2007–2008, 2008–2009). Ha representado a México en el Campeonato Mundial Juvenil de 2003 y en cuatro Campeonatos del Mundo (2003, 2007, 2009, 2010). En el Campeonato Mundial de Patinaje Artístico sobre Hielo de 2009 celebrado en Los Ángeles, California, se convirtió en la primera y única patinadora mexicana en calificar a la ronda final.
Durante su participación en el Campeonato de los Cuatro Continentes de Patinaje Artístico sobre Hielo de 2003 le fueron robados sus patines después del Programa Corto. Aun así, Cantú pudo terminar la competencia gracias a que su compañera de equipo Ingrid Roth le prestó sus propios patines ya que ella no calificó para el Programa Libre. Aunque los patines de Roth eran de talla más grande que la que usaba Ana, ella logró sobresalir entre las competidoras mexicanas y su Federación Mexicana de Patinaje la seleccionó para representar a su país en el Campeonato Mundial de ese mismo año.
Quedó en el lugar 22 del Campeonato de los Cuatro Continentes de 2005, celebrado en Gangneung y en el lugar 18 en la edición del campeonato en 2006. En el Campeonato del Mundo de 2009 fue la primera patinadora mexicana en la historia en calificar a la final.
Los programas de Ana Cecilia son coreografiados por David Wilson y Mark Hird. Su entrenador es Vladimir Petrenko y entrena en el "International Skating Center of Connecticut", en Simsbury, Connecticut, E.U.A., y en el "Ice Complex" en Santa Catarina, Nuevo León, México. Su hermana menor Michele Cantú también es una patinadora de élite.

## Programas
|           | Programa corto                                               | Programa libre                                  | Exhibición |
| --------- | ------------------------------------------------------------ | ----------------------------------------------- | ---------- |
| 2009-2010 | Get Ready For This de 2 Unlimited (Coreografía de Mark Hird) | OSS 117: Cairo, Nest of Spies de Ludovic Bource |            |
| 2007-2008 | Get Ready For This de 2 Unlimited (Coreografía de Mark Hird) | Beetlejuice de Danny Elfman                     |            |
| 2006-2007 | Get Ready For This de 2 Unlimited (Coreografía de Mark Hird) | Kill Bill Vol. 1                                |            |
| 2005-2006 | Pachelbel's Canon de Johann Pachebel                         | Kill Bill Vol. 1                                |            |
| 2004-2005 | Pachelbel's Canon de Johann Pachebel                         | West Side Story de Leonard Bernstein            |            |
| 2002-2003 | Victor/Victoria de Henry Mancini                             | Work Song de Nat Adderley                       |            |